# Восточный автовокзал (Минск)
Восточный автовокзал — недействующий автовокзал в Минске, расположенный по адресу ул. Ванеева, 34. Расположен в юго-восточной части города.

## История
В 1970-х годах из-за увеличения пассажирских пригородных и междугородних автобусных перевозок, Центральный автовокзал в Минске перестал справляться с пассажиропотоком и открытием новых маршрутов. В связи с этим в конце 1970-х было принято решение о строительстве в городе ещё одного автобусного вокзала, по современному проекту, который смог бы обслуживать одновременно несколько десятков междугородних и пригородных автобусных маршрутов. Для этого было выбрана площадка на пересечении ул. Ванеева и пр-та Рокоссовского, где в начале 1979 года и началось строительство. Автовокзал, получивший название «Восточный», был сдан в эксплуатацию в 1983 году. Вокзал обслуживал пассажиров отправлявшихся по пригородным и междугородним маршрутам в Восточном и Юго-Восточном направлении (отсюда и название автовокзала). По состоянию на 1990 год с автовокзала отправлялись автобусы в Бобруйск, Брагин, Верхнедвинск, Витебск, Гомель, Комарин, Миоры, Могилев, Новополоцк, Полоцк, Поставы, Россоны, Сенно, Слуцк, Солигорск, Столин, Старые Дороги, Туров, Хотимск, Червень, Шарковщина, Школов. 

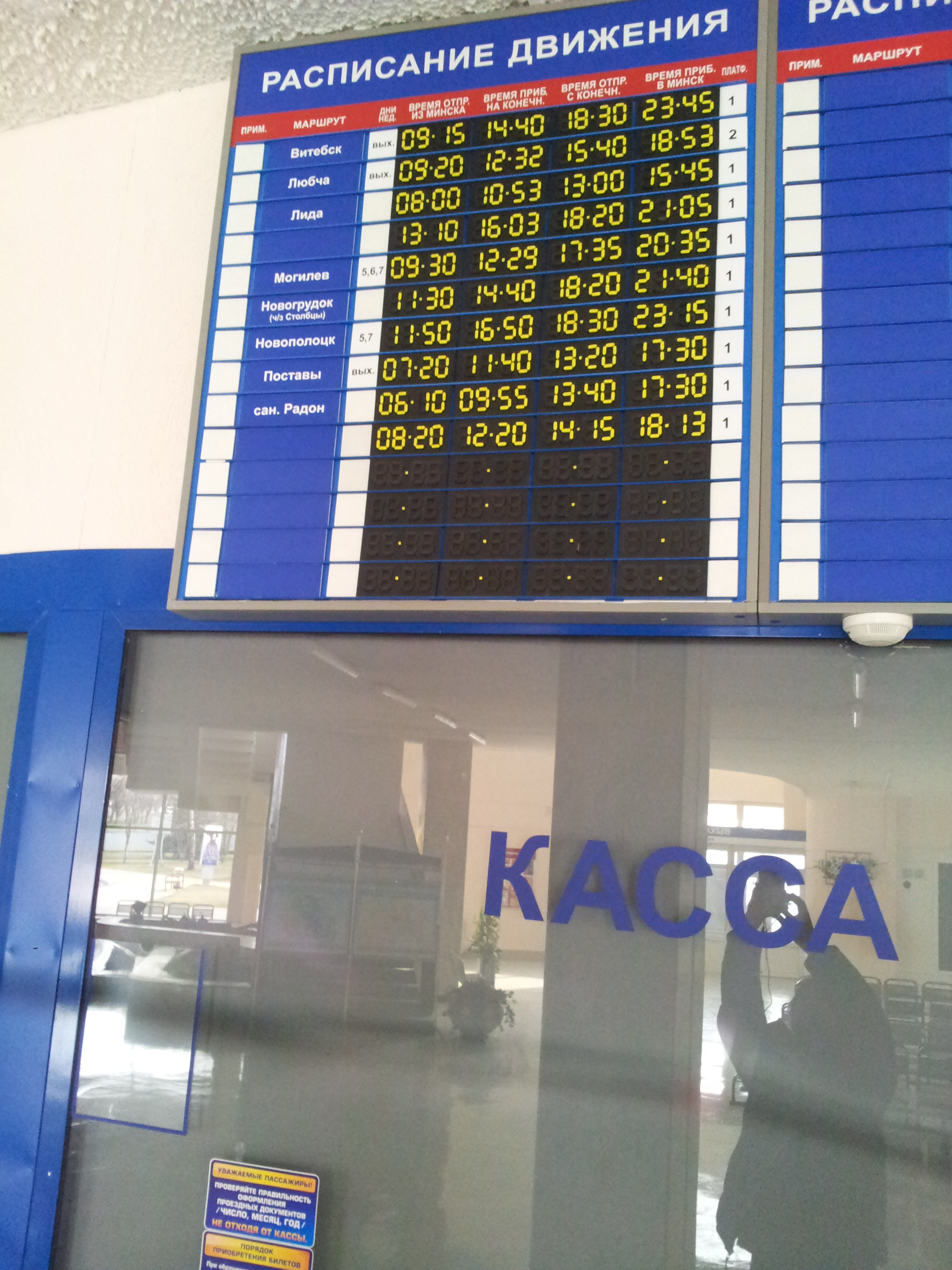
Фото с расписанием у кассы, март 2020

1 июня 2016 года автовокзал «Восточный» прекратил обслуживать пассажиров и несколько лет использовался для межрейсового отстоя автобусов. 
Однако в марте 2020 года автовокзал возобновил свою работу.
С 2021 года с автовокзала начали частично убирать автобусные рейсы.
В 2022 ситуацию усугубила отмена рейсов ГП "Минсктранс" по пригородным направлениям.
В итоге 1 августа 2022 года на автовокзале закрылся зал ожидания и кассы по продаже билетов.
После 1 августа автовокзал снова стал использоваться преимущественно для межрейсового отстоя автобусов. 
По состоянию на лето 2023 года с автовокзала отправлялся 1 (официальный) рейс по воскресеньям.
В 2010-е годы здание автовокзала неоднократно выставляли на торги. Однако так и не смогли продать. В 2018 году было предложение перепрофиллировать его в выставочный центр. В конце 2023 года была озвучена идея перестроить "Восточный" в детский технический центр.
В начале 2024 года начался демонтаж оборудования на платформах автовокзала , а также убраны буквы вывесок над главным входом "Аўтавакзал" и "Усходні".
Отстойник для международных и междугородних автобусов закрыт.
В конце августа 2024 года были начаты ремонтные работы по реконструкции неэксплуатируемого вокзала. На его месте появится городской центр технического творчества и молодёжи, который будет введён в эксплуатацию в 2025 году.